# Luci Eli Preconi Estiló
Luci Eli Preconi Estiló (en llatí Lucius Aelius Praeconius Stilo) va ser un cavaller i gramàtic romà probablement del segle ii aC.
Ciceró el descriu com a molt expert en literatura grega i romana i especialment en obres llatines antigues. Va instruir a Marc Terenci Varró que en parla amb molt de respecte i va ser també mestre de retòrica de Ciceró. Va rebre el nom de Praeconinus, perquè el seu pare era un praeco (pregoner), i el de Stilo (stilus, estil, manera d'escriure) per la qualitat dels seus escrits.
Era membre del partit aristocràtic i va acompanyar a Quint Cecili Metel Numídic a l'exili el 100 aC i junts van retornar a Roma l'any 99 aC. No va aspirar a cap magistratura i no va parlar en públic però va compondre discursos pels seus amics, que Ciceró no aprecia gaire.
Va escriure uns comentaris sobre les cançons dels salii i sobre les Lleis de les dotze taules, i una obra anomenada De Proloquiis. És considerat el fundador dels estudis gramaticals a Roma.